# Terça-feira Santa

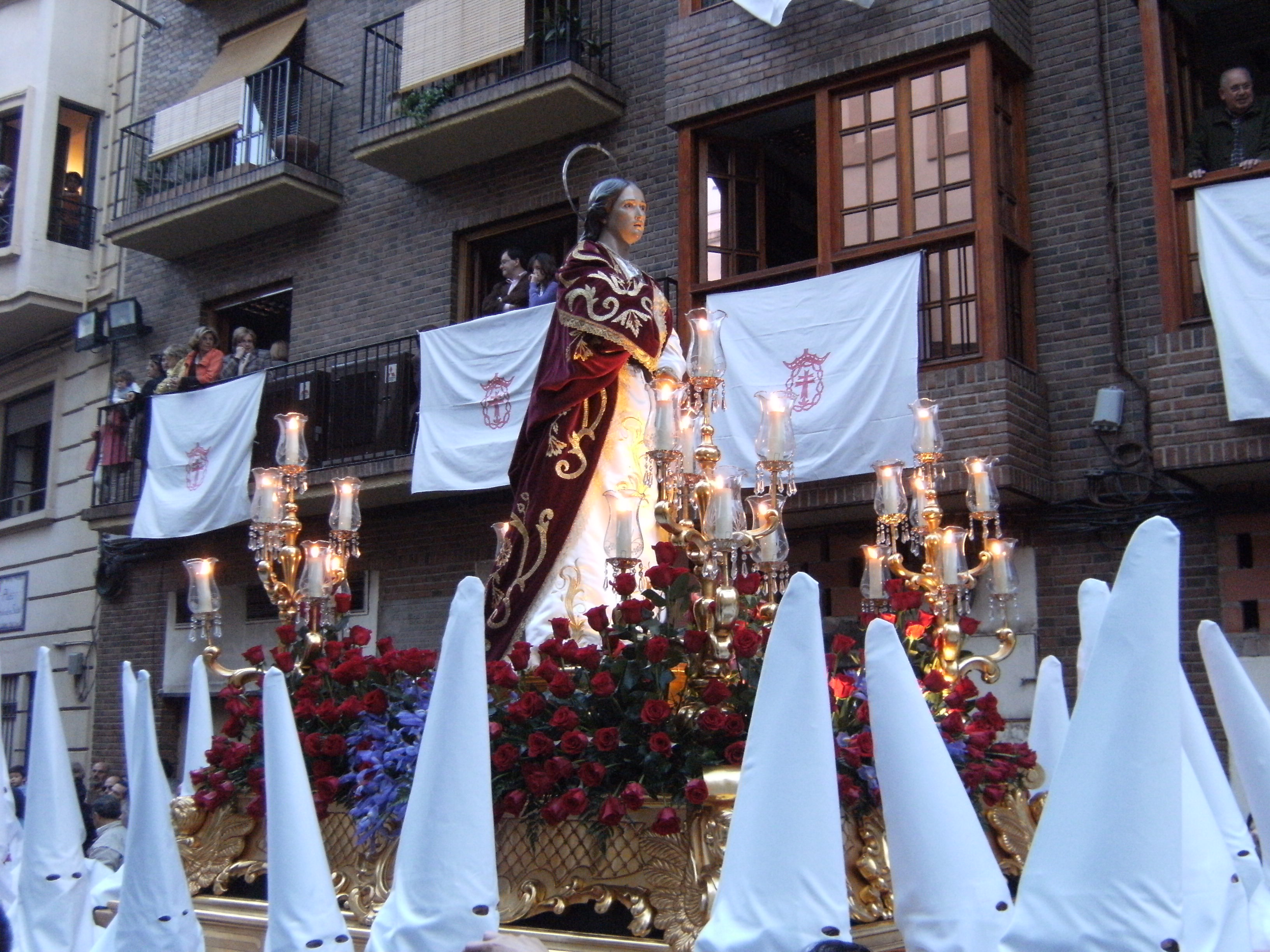
Procissão da Pontificia, Real, Hospitalaria y Primitiva Asociación del Santísimo Cristo de la Salud na Terça-feira Santa em Múrcia, Espanha.

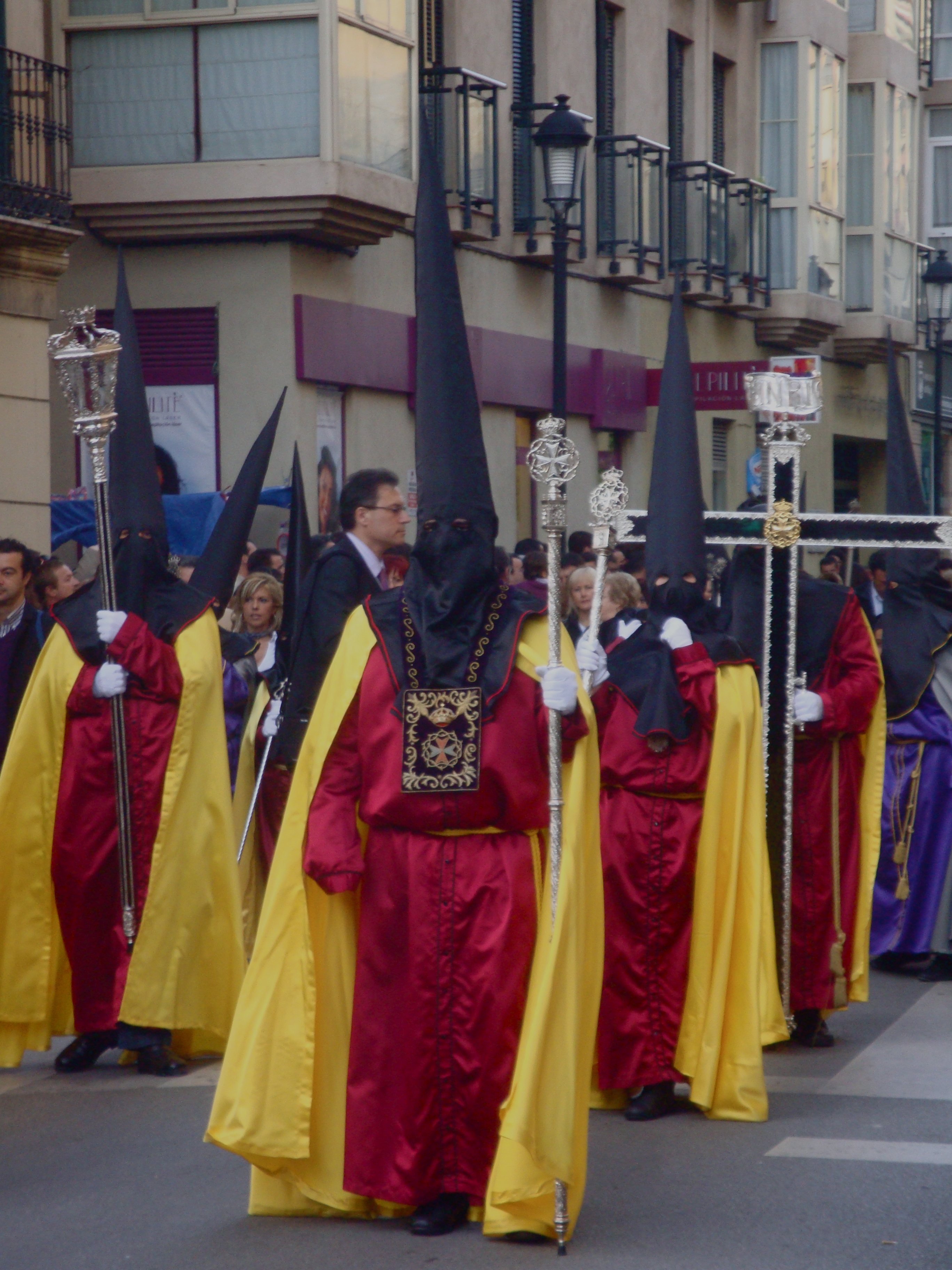
Procissão dos Nazarenos em Málaga, na Espanha, durante a celebração da Terça-feira Santa.

Terça-feira Santa ou Grande e Sagrada Terça-feira (em grego: Μεγάλη Τρίτη; romaniz.: Megale Trite) é a terça-feira que antecede a celebração da morte e ressurreição de Jesus. É o terceiro dia da Semana Santa no cristianismo ocidental e o quarto no cristianismo oriental (que conta também o Sábado de Lázaro, anterior ao Domingo de Ramos).

## Cristianismo ocidental
Na Igreja Católica Romana, as leituras para este dia são Isaías 49:1–6, o Salmo 71, I Coríntios 1:18–31, João 13:21–33 e João 13:36–38.

## Cristianismo oriental
Na Igreja Ortodoxa e nas Igrejas Católicas Orientais de rito bizantino, este dia é chamado de "Grande e Sagrada Terça-feira" ou "Grande Terça-feira". Neste dia são comemoradas a Parábola das Dez Virgens (Mateus 25:1–13), que trata de um dos temas importantes para os três primeiros dias da Semana Santa, a vigilância, e também "Cristo como Noivo". A câmara nupcial é utilizada como um símbolo não apenas para o túmulo de Cristo, mas também para o estado de graça dos que forem salvos no Juízo Final. O tema da Parábola dos Talentos (Mateus 25:14–30) também aparece, mas nos hinos do dia.
Pela manhã, a leitura é do Evangelho de Mateus (Mateus 22:15 até Mateus 23:39).
Os quatro evangelhos são divididos e lidos integralmente durante as chamadas "Pequenas Horas" (terceira, sexta e nona) durante os três primeiros dias da Semana Santa, finalizando em João 13:31. Há várias formas diferentes de dividir o texto, mas a mais comum para a Grande Terça-feira é:
- Terceira hora – segunda metade de Marcos
- Sexta hora – primeiro terço de Lucas
- Nona hora – segundo terço de Lucas

Na sexta hora também ocorre uma leitura do Livro de Ezequiel (Ezequiel 1:1–20).
Durante a liturgia são realizadas mais duas leituras do Antigo Testamento (Êxodo 2:5–10 e Jó 1:13–22). Não há leitura de epístolas e a leitura do Evangelho é trecho começando em Mateus 24:36 e terminando em Mateus 26:2.